# Hélène Aiello
Pour les articles homonymes, voir Aiello.
Hélène Aiello (1895 - 1961) est une religieuse italienne stigmatisée, fondatrice des Sœurs minimes de la Passion du Christ et vénérée comme bienheureuse par l'Église catholique.

## Biographie
Elle naît en 1895 à Montalto Uffugo, dans une famille d'agriculteurs. Dès son plus jeune âge, elle se montre réceptive à l'éducation chrétienne qu'on lui porte. Élevée chez les Filles de la charité du Très Précieux Sang, elle y trouve son idéal spirituel et décide de devenir religieuse.
Durant son noviciat, ses problèmes de santé s'aggravent et elle est contrainte de finir ses jours dans la maison familiale. Un Vendredi saint, le Christ lui serait apparu pour la réconforter, et la marquer des stigmates, afin de l'unir dans le mystère de sa Passion. Dès lors, cette expérience spirituelle la bouleverse, et sa santé est rétablie.
Le 29 janvier 1928, elle donne naissance à l'Institut des Sœurs minimes de la Passion du Christ, afin d'apporter du réconfort matériel et spirituel aux enfants abandonnés, tout en ayant une vie contemplative, centrée sur une spiritualité tournée sur la Passion du Christ.
Mère Hélène dédie sa vie à l'accueil, en particulier des enfants abandonnés et aux victimes des guerres. Sa vie mystique l'amène à recevoir de nombreux pèlerins venus chercher conseils et intercession auprès de la religieuse. En 1940, sur ordre de Jésus, comme elle le dira elle-même, elle va jusqu'à écrire à Benito Mussolini pour le dissuader de sa collaboration avec Adolf Hitler. Elle aura aussi la confiance du pape Pie XII. Elle meurt à Rome le 19 juin 1961.

## Béatification et canonisation
- 1982 : ouverture de la cause en béatification et canonisation
- 22 janvier 1991 : le pape Jean-Paul II lui attribue le titre de vénérable
- 14 septembre 2011 : béatification célébrée à Cosenza par le cardinal Angelo Amato, représentant le pape Benoît XVI.

Fête liturgique fixée au 19 juin.